# Jaime Gama
Jaime José Matos da Gama, né le 8 juin 1947 à Ponta Delgada, est un homme d'État portugais membre du Parti socialiste (PS).

## Biographie

### Formation et carrière
Il est titulaire d'une licence de philosophie obtenue à l'Université de Lisbonne, qu'il a complétée par une spécialisation en sciences pédagogiques.
Il exerce tout d'abord le métier de professeur, dans l'enseignement secondaire puis à l'université, avant de se tourner vers le journalisme. Ainsi, il travaille pour le journal d'opposition República, dans les dernières années du régime autoritaire.

### Un opposant à la dictature
Opposant au régime autoritaire de l'Estado Novo, il est arrêté à l'âge de 18 ans, après avoir publié un article dans la presse locale. En 1969, il participe à la campagne pour les élections législatives au sein de la Commission électorale de l'unité démocratique (CEUD), une formation politique socialiste d'opposition à l'Union nationale (UN), le parti du régime qui remportera finalement le scrutin.
Quatre ans plus tard, il assiste au congrès fondateur du Parti socialiste, tenu en exil en Allemagne, dans la ville de Bad Münstereifel, dont il est membre de la commission politique et de la commission politique nationale.

### La démocratie: député et ministre
À l'occasion des élections constituantes du 25 avril 1975, il est élu député de la circonscription de Ponta Delgada à l'Assemblée constituante. Durant la législature constituante, il occupe la présidence de la commission des Affaires des Régions autonomes.
Réélu aux élections législatives du 25 avril 1976, il devient président de la commission des Affaires étrangères de la nouvelle Assemblée de la République. Le 27 février 1978, Jaime Gama est nommé à 30 ans ministre de l'Administration interne dans le gouvernement de coalition du Premier ministre socialiste Mário Soares.
À la chute du gouvernement six mois plus tard, il retrouve son siège de parlementaire. Pour les élections législatives intercalaires du 2 décembre 1979, il mène la liste socialiste dans la nouvelle circonscription des Açores, qui remporte 29,8 % des voix et lui permet de remporter un nouveau mandat.

### Chef de la diplomatie
Le PS revient finalement au pouvoir à la suite des élections législatives anticipées du 25 avril 1983. À cette occasion, il devient député du district de Lisbonne. Environ deux mois plus tard, le 18 juin suivant, il est nommé ministre des Affaires étrangères du gouvernement de grande coalition du Premier ministre socialiste Mário Soares. Il est alors âgé de seulement 36 ans.

### Passage dans l'opposition
Dès les élections anticipées du 5 octobre 1985, les socialistes sont renvoyés dans l'opposition. Toutefois, à l'élection présidentielle de janvier 1986, Soares est élu président de la République. Le poste de secrétaire général du parti étant vacant, un congrès est convoqué en juin suivant.
Candidat à la direction du PS, Jaime Gama est largement défait par l'ancien ministre des Finances Vítor Constâncio, puisqu'il ne fait élire que 34 membres sur 151 à la commission nationale.
Après les élections anticipées du 19 juillet 1987, il se voit porté à la présidence de la commission parlementaire des Affaires étrangères, qu'il conserve jusqu'en 1993. Lors du congrès anticipé de janvier 1989, il tente à nouveau de devenir secrétaire général du PS mais il est battu par Jorge Sampaio, obtenant tout de même 58 membres sur 169 à la nouvelle commission nationale. En 1991, il est placé à la tête du groupe socialiste au Parlement.

### À nouveau aux Affaires étrangères
Le 30 octobre 1995, après la victoire socialiste aux élections législatives du début du mois, il retrouve le gouvernement et reprend la tête du ministère des Affaires étrangères dans le cabinet du Premier ministre socialiste António Guterres. Chargé également du ministère de la Défense nationale entre le 29 mai et le 28 octobre 1999, il est reconduit ce jour-là au poste de ministre des Affaires étrangères, avec le titre de ministre d'État et en position de numéro deux du gouvernement.
Avec la déroute socialiste aux élections locales du 16 décembre 2001, Guterres annonce sa démission et son retrait de la vie politique, ouvrant ainsi la voie à des élections législatives anticipées. Gama annonce trois jours plus tard qu'il sera candidat à sa succession au sein du parti. Il renonce finalement « pour raisons familiales » dès le 22 décembre, au profit du ministre de l'Équipement Eduardo Ferro Rodrigues.

### Président de l'Assemblée de la République
Après le scrutin parlementaire du 17 mars 2002, perdu par les socialistes, il retourne au Parlement où il est choisi comme président de la commission des Affaires européennes et de la Politique extérieure.
À la suite de nouvelles élections anticipées, tenues le 20 février 2005, le PS redevient majoritaire. À l'ouverture de la législature le 16 mars suivant, Jaime Gama est désigné président de l'Assemblée de la République, en remportant 197 voix favorables, contre 32 abstentions, alors que les socialistes seuls disposent seulement de 121 parlementaires.
Il est reconduit dans ces fonctions par 204 voix contre 26 abstentions, le PS détenant 97 sièges, le 15 octobre 2009.

### Fin de carrière
Après la démission du Premier ministre socialiste José Sócrates le 23 mars 2011 et la convocation de nouvelles élections anticipées pour le 5 juin suivant, il renonce à se présenter pour un quatorzième mandat parlementaire. Le 21 juin, la députée sociale-démocrate Assunção Esteves est élue pour lui succéder, devenant la première femme à présider l'Assemblée.

## Décorations
- Grand-croix de l'Ordre militaire du Christ
- Grand-croix de l'Ordre de l'Infante D.Henrique
- Grand-croix de l'Ordre de la Liberté
- Grand-croix de l'Ordre de Saint-Michel et Saint-Georges, au Royaume-Uni
- Grand-croix de l'Ordre de Charles III, en Espagne
- Grand officier de la Légion d'honneur, en France
- Médaille de l'Ordre du Timor Oriental, au Timor oriental
- ordre de l'Étoile blanche d'Estonie de 1re classe